# Чернешть (комуна)
Чернешть, Чернешті (рум. Cernești) — комуна у повіті Марамуреш в Румунії. До складу комуни входять такі села (дані про населення за 2002 рік):
- Ізвоареле (49 осіб)
- Бребень (233 особи)
- Мегурень (248 осіб)
- Трестія (743 особи)
- Финаце (661 особа)
- Чернешть (837 осіб) — адміністративний центр комуни
- Чокотіш (1043 особи)

Комуна розташована на відстані 386 км на північний захід від Бухареста, 21 км на південний схід від Бая-Маре, 82 км на північ від Клуж-Напоки.

## Населення
За даними перепису населення 2002 року у комуні проживали 3814 осіб.
Національний склад населення комуни:
| Національність | Кількість осіб | Відсоток |
| -------------- | -------------- | -------- |
| румуни         | 3718           | 97,5%    |
| цигани         | 90             | 2,4%     |
| угорці         | 5              | 0,1%     |
| німці          | 1              | < 0,1%   |

Рідною мовою назвали:
| Мова      | Кількість осіб | Відсоток |
| --------- | -------------- | -------- |
| румунська | 3804           | 99,7%    |
| угорська  | 5              | 0,1%     |
| циганська | 5              | 0,1%     |

Склад населення комуни за віросповіданням:
| Релігія            | Кількість осіб | Відсоток |
| ------------------ | -------------- | -------- |
| православні        | 3316           | 86,9%    |
| п'ятдесятники      | 398            | 10,4%    |
| греко-католики     | 15             | 0,4%     |
| адвентисти         | 11             | 0,3%     |
| римо-католики      | 4              | 0,1%     |
| не релігійні       | 3              | 0,1%     |
| реформати          | 2              | 0,1%     |
| не вказали релігію | 10             | 0,3%     |